# Stephen Lamplugh
Stephen Lamplugh, britanski general, * 1900, † 1973.